# Oswald Jacoby
Oswald (Ozzie, Jake) Jacoby (New York, 8 december 1902 – Dallas, 27 juni 1984) was een in Amerika geboren bridgespeler, backgammonspeler en schrijver. Hij werd in 1972 wereldkampioen backgammon.
In Brooklyn leerde hij op zesjarige leeftijd whist spelen. Hoewel pas vijftien jaar oud, ging hij tijdens de Eerste Wereldoorlog bij het leger door te liegen over zijn leeftijd, maar besteedde er zijn tijd grotendeels aan het spelen van poker. Later verliet hij voortijdig de Columbia-universiteit om actuaris te worden.
Jacoby was jarenlang bridgecolumnist maar kreeg internationaal bekendheid als bridgepartner van Sidney Lenz in The Bridge Battle of the Century tegen Ely Culbertson rond de jaarwisseling 1931-1932.
De Jacoby transfer, een biedconventie in het bridgen, is door hem bedacht.
Ook was hij een expert op het gebied van backgammon.

## Boeken
- Famous hands of the Culbertson-Lenz match, 1932
- Watson on the play of the hand at contract bridge, 1934
- The four aces system of contract bridge, 1935
- Five-suit bridge, 1938
- Poker, 1940
- Laws of Oklahoma, 1946
- How to figure the odds, 1947
- Oswald Jacoby on Gin Rummy, etc., 1947
- Oswald Jacoby on Oklahoma, the wild, wild rummy game, 1948
- Oswald Jacoby on Poker ... Revised edition, 1948
- Winning poker, 1949
- Oswald Jacoby's Complete Canasta, 1950
- How to win at canasta, 1951
- What's new in bridge, 1954
- The fireside book of cards, 1957
- Hear how to play winning bridge, 1960
- Mathematics for pleasure, 1962
- Win at bridge with Oswald Jacoby : America's winningest bridge champion, 1963
- Oswald Jacoby on Gambling, 1963,
- The complete book of duplicate bridge, 1965
- Win at bridge with Jacoby & son, 1966
- The Backgammon Book (with John R. Crawford), 1970, ISBN 0670-14409-6
- Win at bridge with Jacoby modern, 1973
- New Recreations with Magic Squares (with William H. Benson), 1976
- How to Win at Gin Rummy, 1978
- Magic cubes : new recreations, 1981
- Oswald Jacoby on Poker, 1981, ISBN 9780385175906
- Jacoby transfer bids, 1981
- Major suit raises, 1981
- Improve Your Bridge With Oswald Jacoby: 125 Bridge Hands from the Master, 1983, ISBN 0-07-032238-4
- Jacoby on card games, 1986
- The book of card game rules and strategies, 1989
- Intriguing Mathematical Problems (met William H. Benson), 1996

- Catàleg d'autoritats de noms i títols de Catalunya: 981058519836206706
- Gemeinsame Normdatei: 114542676X
- International Standard Name Identifier: 0000 0000 8099 6987
- Library of Congress Control Number: n50028048
- Nederlandse Thesaurus van Auteursnamen: 129460931
- SNAC: w69t0fh0
- Système universitaire de documentation: 254193064
- Virtual International Authority File: 20222864
- WorldCat: E39PBJbWqKBrKB7yHdrmqH97HC